# Инга Леман
Инга Леман (дан. Inge Lehmann; Копенхаген, 13. мај 1888 — Копенхаген, 21. фебруар 1993) била је дански сеизмолог и геофизичар. Године 1936, на основу дотада постојећих података, постулирала је постојање Земљиног унутрашњег језгра с физичким својствима различитим од спољашњег језгра и то да Земљино језгро није јединствена течна кугла. Сеизмолози, који до тада нису могли да обликују делотворну хипотезу за опсервацију да П-таласи успоравају при досезању неких подручја Земљине унутрашњости, убрзо су схватили њен закључак. Била је страна чланица Краљевског друштва.

## Детињство, младост и образовање
Инга Леман је рођена и одрасла је у Естерброу, делу Копенхагена. Њен отац је био експериментални физичар Алфред Георг Лудвик Леман (1858 — 1921). Ишла је у педагошки прогресивну средњу школу коју је водила Хана Адлер, ујна Нилса Бора. По тврдњи Леманове, њен отац и Хана Адлер су имали најзначајнији утицај на њен интелектуални развој.
Студирала је математику на Универзитету у Копенхагену и Универзитету Кембриџ, али је студије прекидала због лошег здравственог стања. Наставила је да студира математику на Кембриџу од 1910. до 1911. на Њунхам колеџу. 1911. се вратила из Кембриџа, исцрпљена од рада, и за неко време је прекинула студије. Развила је добре рачунске вештине у актуарској канцеларији у којој је радила неколико година пре него што је наставила студије на Универзитету у Копенхагену 1918. Стекла је титулу candidata magisterii из физике и математике након две године. Када се вратила у Данску 1923, прихватила је позицију на Универзитету у Копенхагену као асистент Ј.Ф. Стефенсена, професора актуарске науке.